# Frontière entre les États-Unis et le Québec
La frontière entre le Québec et les États-Unis est une section de la frontière entre le Canada et les États-Unis de 813 km de long séparant la province canadienne de Québec et quatre États des États-Unis : New York, Vermont, New Hampshire et Maine. Cette frontière est complètement délimitée et démarquée.

## Description
Une percée de 6 m (20 pieds) est présente autour de la frontière et est entretenue par la Commission de la frontière internationale. Cette percée permet aux deux pays d'exercer leurs activités douanières.

## Historique
La frontière entre le Canada-Est (actuel Québec) et les États-Unis est fixée depuis le 9 août 1842, avec le traité Webster-Ashburton. 
Depuis janvier 2017, un point de passage clandestin s'est formé sur le chemin Roxham, une petite route rurale à l'ouest du poste frontalier de Saint-Bernard-de-Lacolle/Champlain. Il est fréquenté par des demandeurs d'asile, principalement africains et sud-Américains. Ce passage, l'un des plus fréquentés au Canada, permet aux migrants d'accéder au territoire canadien, où ils sont ensuite interceptés par la police et remis aux autorités, plutôt que d'être refusés directement par l'Agence des services frontaliers avant de passer la frontière.

## Points de passage

### Par route
Il existe 31 passages bien soignés routiers entre le Québec et les États-Unis. Ils sont majoritairement situés dans les régions québécoises de la Montérégie et de l'Estrie, voisines des états américains de New York et du Vermont. Les postes frontaliers les plus importants sont ceux de Saint-Bernard-de-Lacolle/Champlain, Saint-Armand/Highgate et Stanstead/Derby.
| Canada                    | Canada               | Canada                         | Poste frontalier             | États-Unis          | États-Unis    | États-Unis          |
| Localité                  | Région               | Route                          | Poste frontalier             | Route               | État          | Localité            |
| ------------------------- | -------------------- | ------------------------------ | ---------------------------- | ------------------- | ------------- | ------------------- |
| Dundee                    | Montérégie           | Route 132                      | 44° 59′ 53″ N, 74° 30′ 28″ O | Route 37            | New York      | Fort Covington      |
| Elgin                     | Montérégie           | Route 138                      | 44° 59′ 31″ N, 74° 18′ 30″ O | Route 30            | New York      | Constable           |
| Hinchinbrooke             | Montérégie           | Montée Herdman                 | 44° 59′ 37″ N, 74° 05′ 09″ O | Route 374           | New York      | Chateaugay          |
| Havelock                  | Montérégie           | Route 203                      | 45° 00′ 11″ N, 73° 45′ 23″ O | Cannon Corners Road | New York      | Comté de Clinton    |
| Hemmingford               | Montérégie           | Route 219                      | 45° 00′ 16″ N, 73° 36′ 11″ O | Hemmingford Road    | New York      | Mooers              |
| Saint-Bernard-de-Lacolle  | Montérégie           | Autoroute 15                   | 45° 00′ 32″ N, 73° 27′ 08″ O | Interstate 87       | New York      | Champlain           |
| Lacolle                   | Montérégie           | Route 221                      | 45° 00′ 36″ N, 73° 24′ 01″ O | Route 276           | New York      | Champlain           |
| Lacolle                   | Montérégie           | Route 223                      | 45° 00′ 37″ N, 73° 22′ 15″ O | Route 11            | New York      | Champlain           |
| Noyan                     | Montérégie           | Route 225                      | 45° 00′ 42″ N, 73° 17′ 48″ O | Route 225           | Vermont       | Alburgh             |
| Clarenceville             | Montérégie           | Chemin Beech                   | 45° 00′ 47″ N, 73° 12′ 44″ O | Alburg Springs Road | Vermont       | Alburgh             |
| Saint-Armand              | Montérégie           | Route 133                      | 45° 00′ 56″ N, 73° 05′ 05″ O | Interstate 89       | Vermont       | Highgate            |
| Bedford                   | Montérégie           | Route 235                      | 45° 00′ 52″ N, 72° 58′ 41″ O | Route 235           | Vermont       | Franklin            |
| Frelighsburg              | Montérégie           | Route 237                      | 45° 00′ 59″ N, 72° 49′ 31″ O | Route 108           | Vermont       | Berkshire           |
| Frelighsburg              | Montérégie           | Chemin de Richford             | 45° 00′ 56″ N, 72° 41′ 59″ O | Pinnacle Road       | Vermont       | Richford            |
| Abercorn                  | Montérégie           | Route 139                      | 45° 00′ 54″ N, 72° 39′ 45″ O | Route 139           | Vermont       | Richford            |
| Sutton                    | Montérégie           | Chemin de la Vallée Missisquoi | 45° 00′ 43″ N, 72° 35′ 18″ O | Route 105           | Vermont       | Richford            |
| Potton                    | Estrie               | Route 243                      | 45° 00′ 26″ N, 72° 24′ 58″ O | Route 243           | Vermont       | Troy                |
| Stanstead                 | Estrie               | Route 247                      | 45° 00′ 21″ N, 72° 08′ 31″ O | Beebe Road          | Vermont       | Newport             |
| Stanstead                 | Estrie               | Route 143                      | 45° 00′ 21″ N, 72° 05′ 58″ O | Route 5             | Vermont       | Derby               |
| Stanstead                 | Estrie               | Autoroute 55                   | 45° 00′ 21″ N, 72° 05′ 17″ O | Interstate 91       | Vermont       | Derby               |
| Dixville                  | Estrie               | Route 147                      | 45° 00′ 38″ N, 71° 47′ 37″ O | Route 114           | Vermont       | Norton              |
| Saint-Herménégilde        | Estrie               | Route 147                      | 45° 00′ 46″ N, 71° 33′ 37″ O | Route 114           | Vermont       | Canaan              |
| East Hereford             | Estrie               | Route 253                      | 45° 00′ 48″ N, 71° 30′ 19″ O | Route 253           | Vermont       | Canaan              |
| Chartierville             | Estrie               | Route 257                      | 45° 15′ 10″ N, 71° 12′ 18″ O | Route 3             | New Hampshire | Pittsburg           |
| Saint-Augustin-de-Woburn  | Estrie               | Route 161                      | 45° 22′ 43″ N, 70° 48′ 28″ O | Route 27            | Maine         | North Franklin      |
| Saint-Théophile           | Chaudière-Appalaches | Route 173                      | 45° 48′ 20″ N, 70° 23′ 48″ O | Route 201           | Maine         | Seboomook Lake      |
| Saint-Zacharie            | Chaudière-Appalaches | Route de la Frontière          | 46° 05′ 34″ N, 70° 17′ 26″ O | Golden Road         | Maine         | Seboomook Lake      |
| Sainte-Aurélie            | Chaudière-Appalaches | Route 277                      | 46° 12′ 27″ N, 70° 16′ 35″ O | Baker Lake Road     | Maine         | Seboomook Lake      |
| Saint-Just-de-Bretenières | Chaudière-Appalaches | Rue des Moulins                | 46° 32′ 44″ N, 70° 01′ 45″ O | St Juste Road       | Maine         | Seboomook Lake      |
| Saint-Pamphile            | Chaudière-Appalaches | Route Elgin Sud                | 46° 56′ 33″ N, 69° 45′ 01″ O | Blanchette Road     | Maine         | Northwest Aroostook |
| Pohénégamook              | Bas-Saint-Laurent    | Rue de la Frontière            | 47° 27′ 22″ N, 69° 13′ 41″ O | Estcourt Road       | Maine         | Northwest Aroostook |

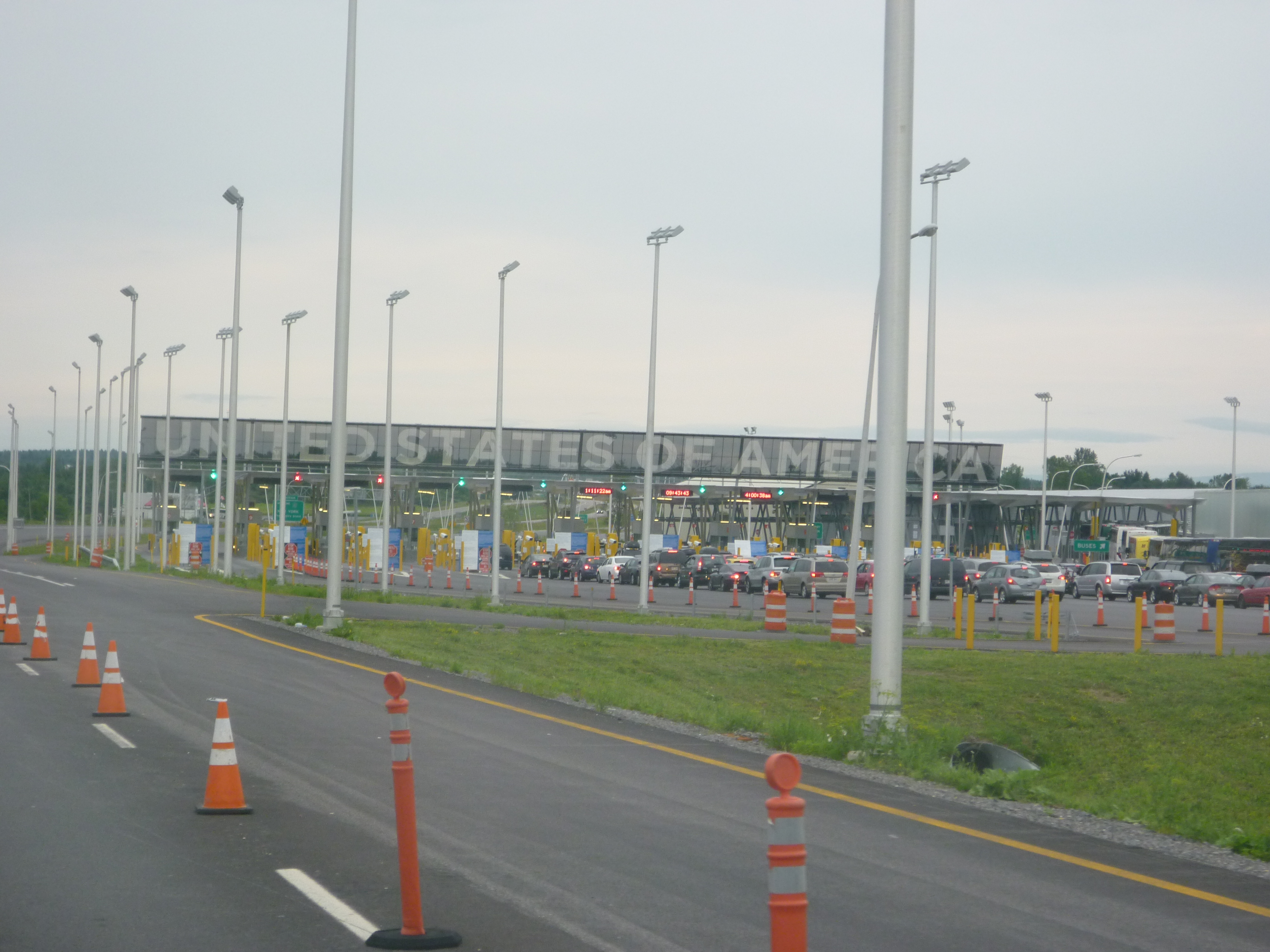
Poste frontalier américain de Champlain / Saint-Bernard-de-Lacolle
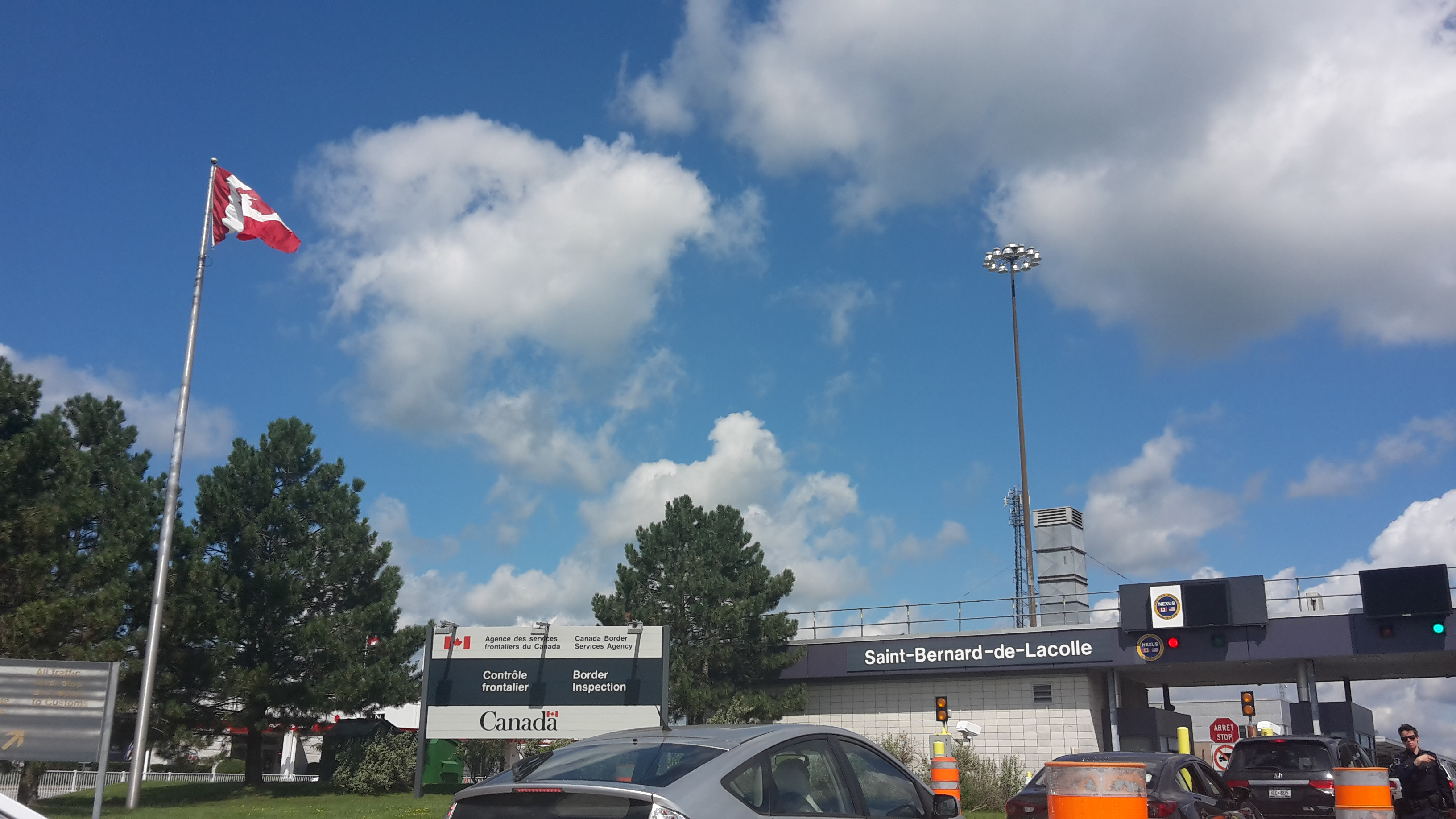
Poste frontalier canadien de Champlain / Saint-Bernard-de-Lacolle
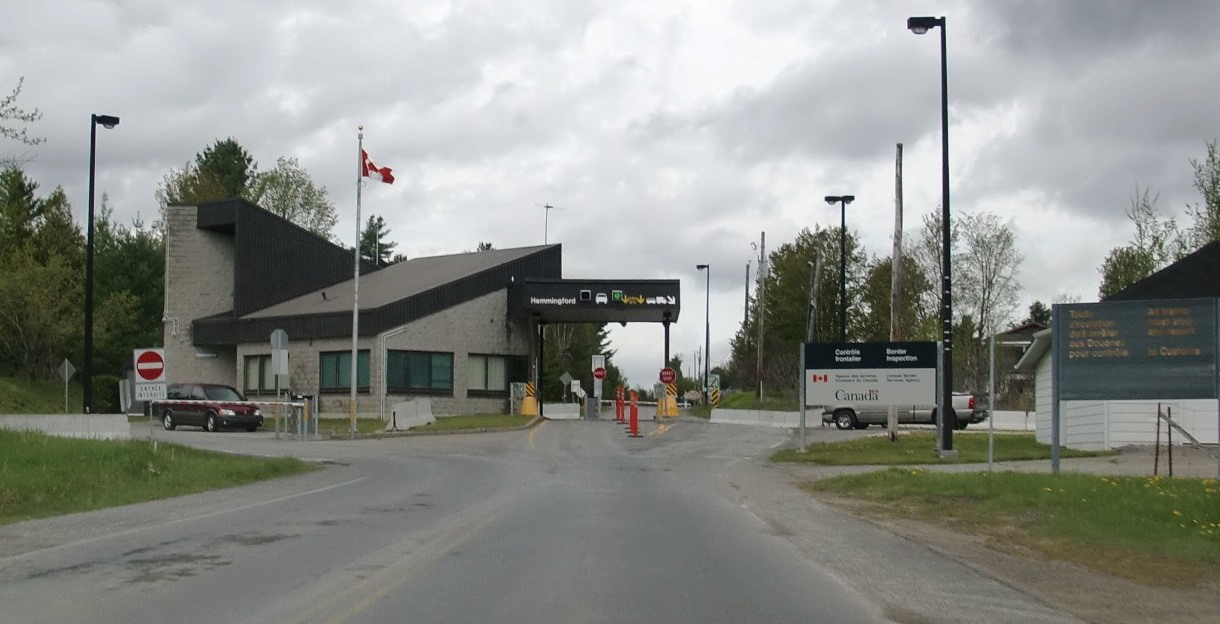
Poste frontalier canadien d'Hemmingford / Mooers
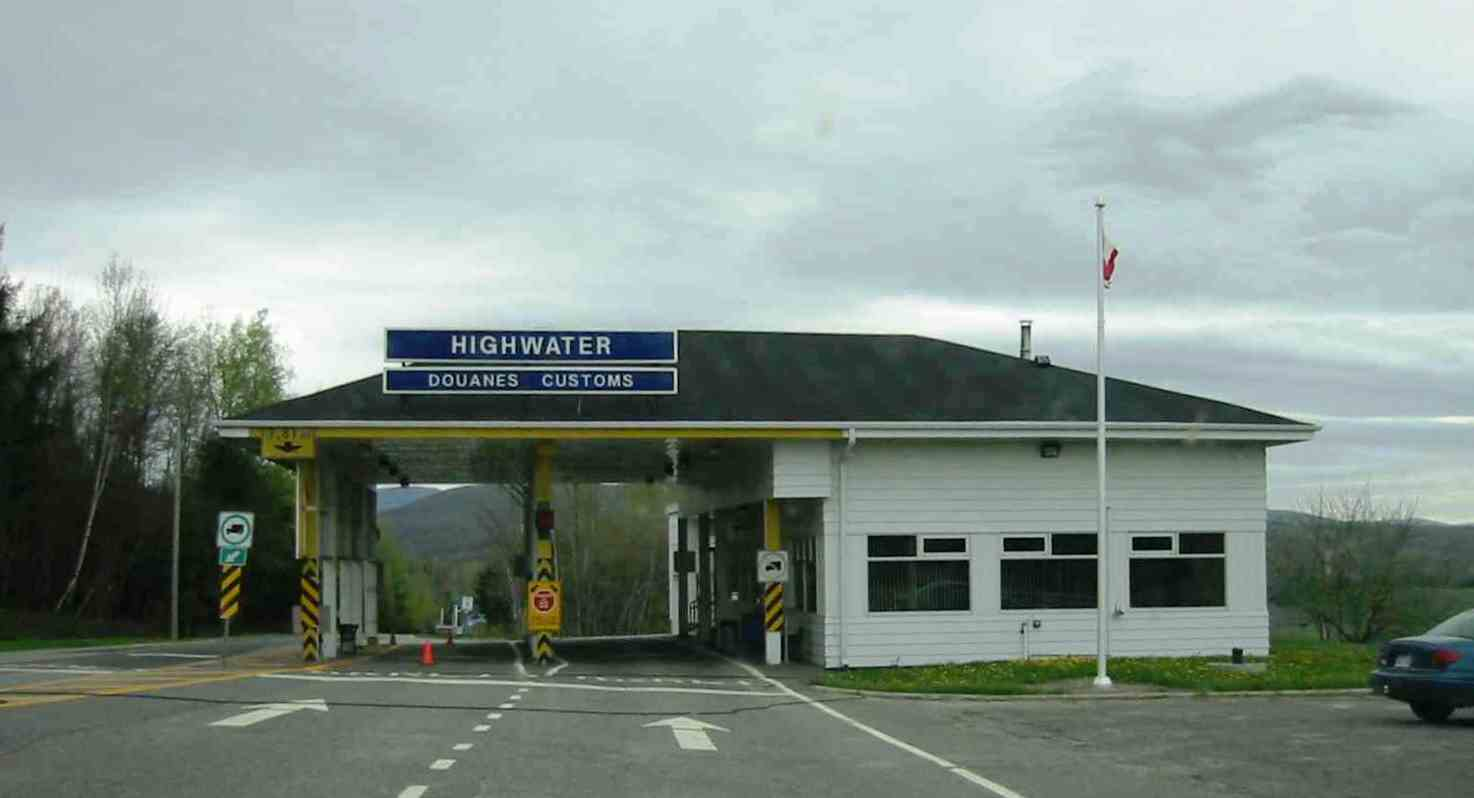
Poste frontalier de Potton / Troy
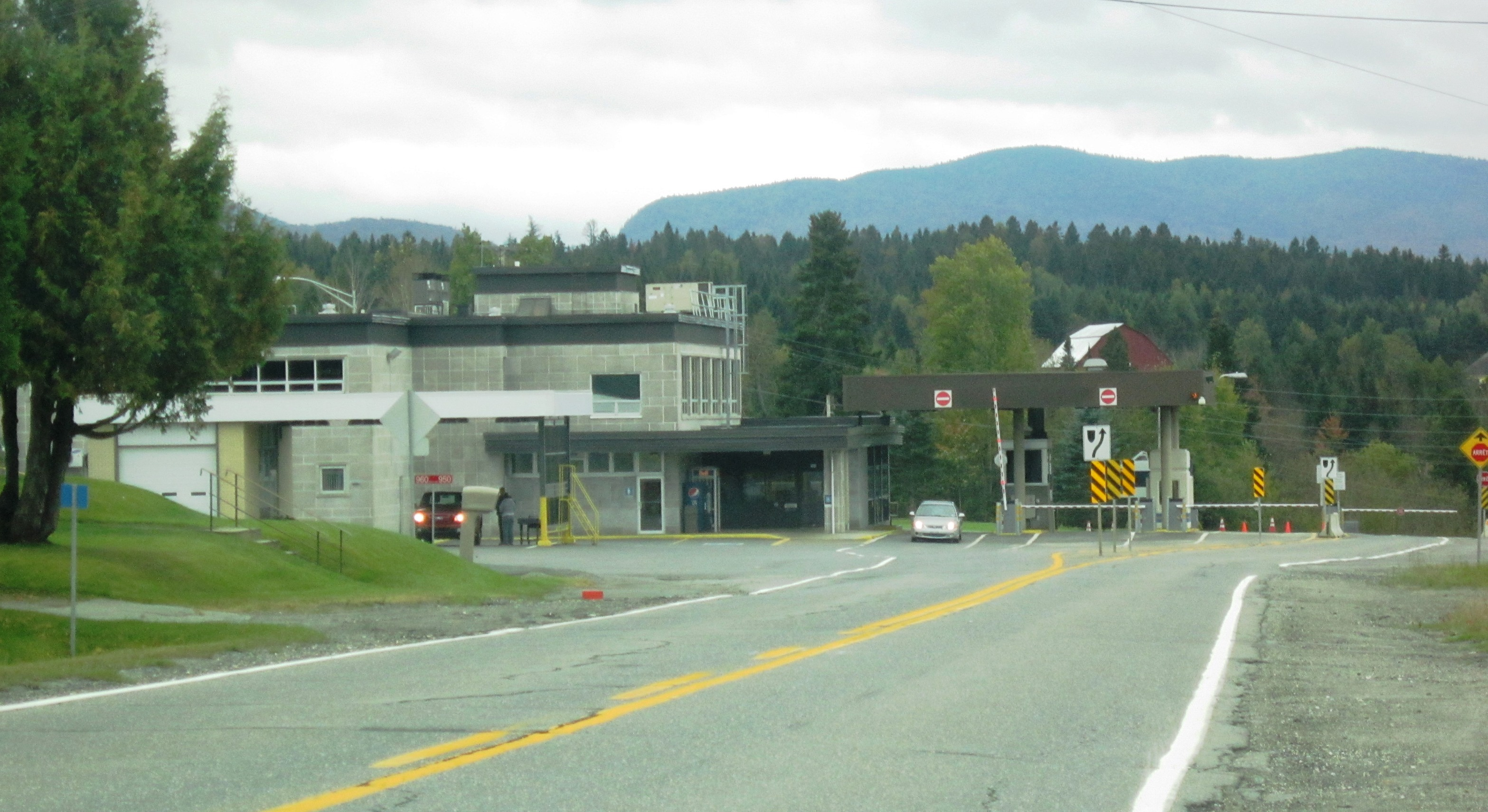
Poste frontalier de Dixville / Norton

### Par voie navigable

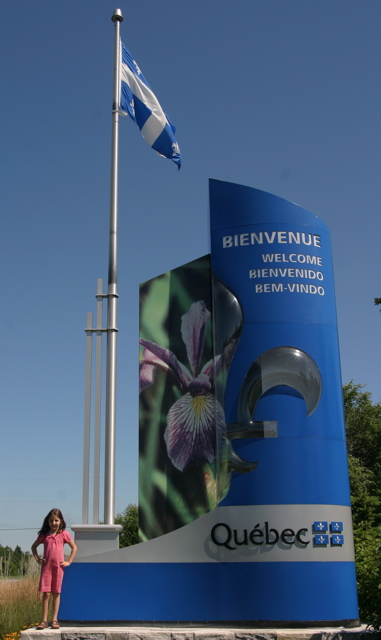
Panneau de bienvenue québécois à la frontière Canada-États-Unis, qui accueille les voyageurs en provenance du Vermont au Québec en français, anglais, espagnol et portugais.